# 桂山壩
桂山壩，又稱新龜山壩或烏來堰堤，位於台灣新北市烏來區忠治里，即新店溪支流南勢溪與桶後溪匯流處下游，主要功能為配合桂山發電廠所設立的水壩，可調節上游1.5公里烏來發電廠之發電尾水，所攔引水量經 3.7 公里隧道送往下游的桂山發電廠發電，為單一目標用途水壩。桂山壩的集水區面積為312.7平方公里，總容量約為9.15萬立方公尺。

## 沿革
桂山壩於1939年（昭和14年）7月開工，1941年2月完工啟用，稱為「龜山堰堤」，提供位於南勢溪與北勢溪交匯口（雙溪口）附近、面向北勢溪、北靠大粗山的「新龜山水力發電所」取水發電之用。新龜山水力發電廠完工，原龜山發電所遂于1943年宣布停止運轉。
桂山壩原為自由溢流式重力壩，但桂山壩完成後，抬高南勢溪水位10多公尺，在壩的上游面形成池塘，水流速因此降低，洪水時挾帶大量泥沙淤積於此池塘內，此種淤砂逐漸往上游延伸，堵塞上游烏來發電廠（由阿玉壩、羅好壩引水發電）發電後尾水道，不但電廠無法排水，甚至於1948年9月洪水時，水流浸淹烏來電廠發電機室，因此台電公司在1949年開始將壩頂鑿低並加裝閘門，1951年改建完成為水庫式混凝土重力壩，並增設防洪閘門10座以加高水位。如此一來，水力坡降就會加大，洪水來臨時將閘門打開，即可藉由較高速水流將泥沙排出。此外，桂山壩的大壩左側下游入口並設有魚梯。

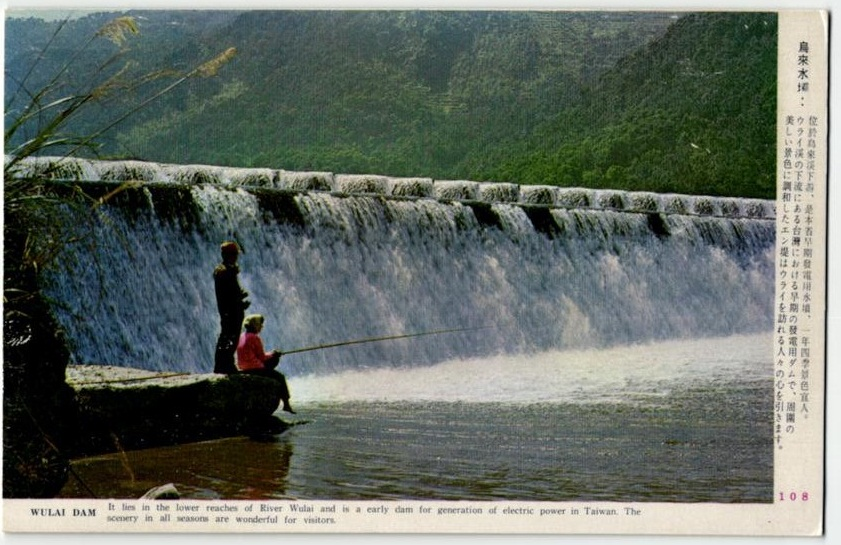
尚未增設防洪閘門的烏來水壩（桂山壩）

## 主要結構
- 壩型：閘門控制溢流堰
- 溢洪道堰高：10公尺
- 堰長：125公尺
- 設計蓄水量：150,000立方公尺
- 發電進水口閘門：2門，寬2.8公尺、高3.6公尺
- 引水隧道：長3,548公尺，開渠43公尺，暗渠45公尺，引水量32 cms
- 壓力鋼管：2條，各長59.19公尺，直徑2至2.3公尺，落差53.83公尺
- 附設階梯式魚道

| 設施名稱             | 簡介                        |
| -------------------- | --------------------------- |
| 廠房                 | 露天式                      |
| 設計發電水頭（公尺） | 53.83                       |
| 用水量（CMS）        | 每部15.95，兩部共32         |
| 裝置容量（MW）       | 13                          |
| 發電機組             | 豎軸法蘭西斯式水輪發電機2部 |
| 年發電量（kWh）      | 0.81 億                     |

## 外部連結
- 經濟部水利署北區水資源局全球資訊網-桂山壩